# Sotira (Famagusta)
Sotira (en griego: Σωτήρα) es una ciudad en el Distrito de Famagusta en Chipre, al oeste de Paralimni. En 2011 tenía una población de 5.474 habitantes.

## Etimología
El nombre del pueblo tiene orígenes sagrados, ya que proviene del nombre de Jesús Sotiros (en griego, Salvador). Un gran festival tiene lugar cada 6 de agosto en el nombre de la Metamorfosis del Salvador (Metamorphosis tou Sotiros).
Teniendo en cuenta el nombre de la aldea, se cree que fue fundada durante el período bizantino. Sin embargo, el nombre se mantuvo durante los años de la administración de los francos, siendo el asentamiento una propiedad real. Además, hay muchos mapas antiguos que hacen referencia a la aldea como Sotira. De acuerdo con algunas de las leyendas relativas a la fundación de la aldea, había un antiguo asentamiento situado en la región costera de Agia Thekla. Después de un ataque de piratas, los habitantes decidieron mudarse a una zona más segura. Por lo tanto, se trasladaron a la zona actual, nombrando el área Sotira, ya que habían sido salvados de los piratas. Hay otra teoría que dice que el nombre de Sotira viene por la Iglesia de la Metamorfosis del Salvador (Sotiros), que fue construida por los bizantinos en el siglo XII.

## Geografía

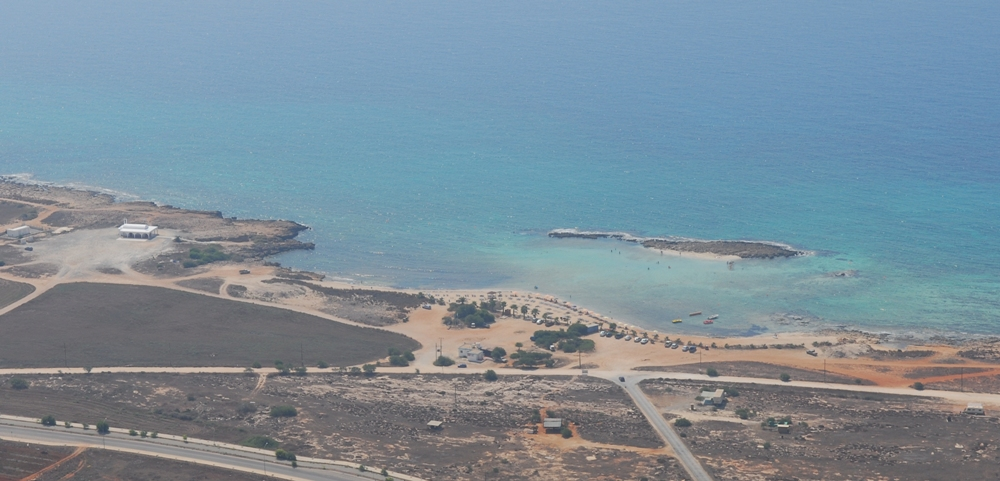
Vista aérea de la zona costera de Sotira.

Sotira está situada a una altitud media de 75 metros. El lugar está lleno de llanuras en pendiente hacia la playa, con lo que la altitud de la zona no supera los 80 metros.
Recibe una baja precipitación anual con un promedio de 344 mm. Sin embargo, el pueblo está situado en el acuífero del sureste de Mesaoria, que es el segundo acuífero más grande de Chipre. En esa zona se han realizado cientos de perforaciones, cuya explotación ha contribuido a la irrigación de áreas importantes de tierra. Los depósitos de agua todavía en uso o abandonados, son numerosos.

## Historia

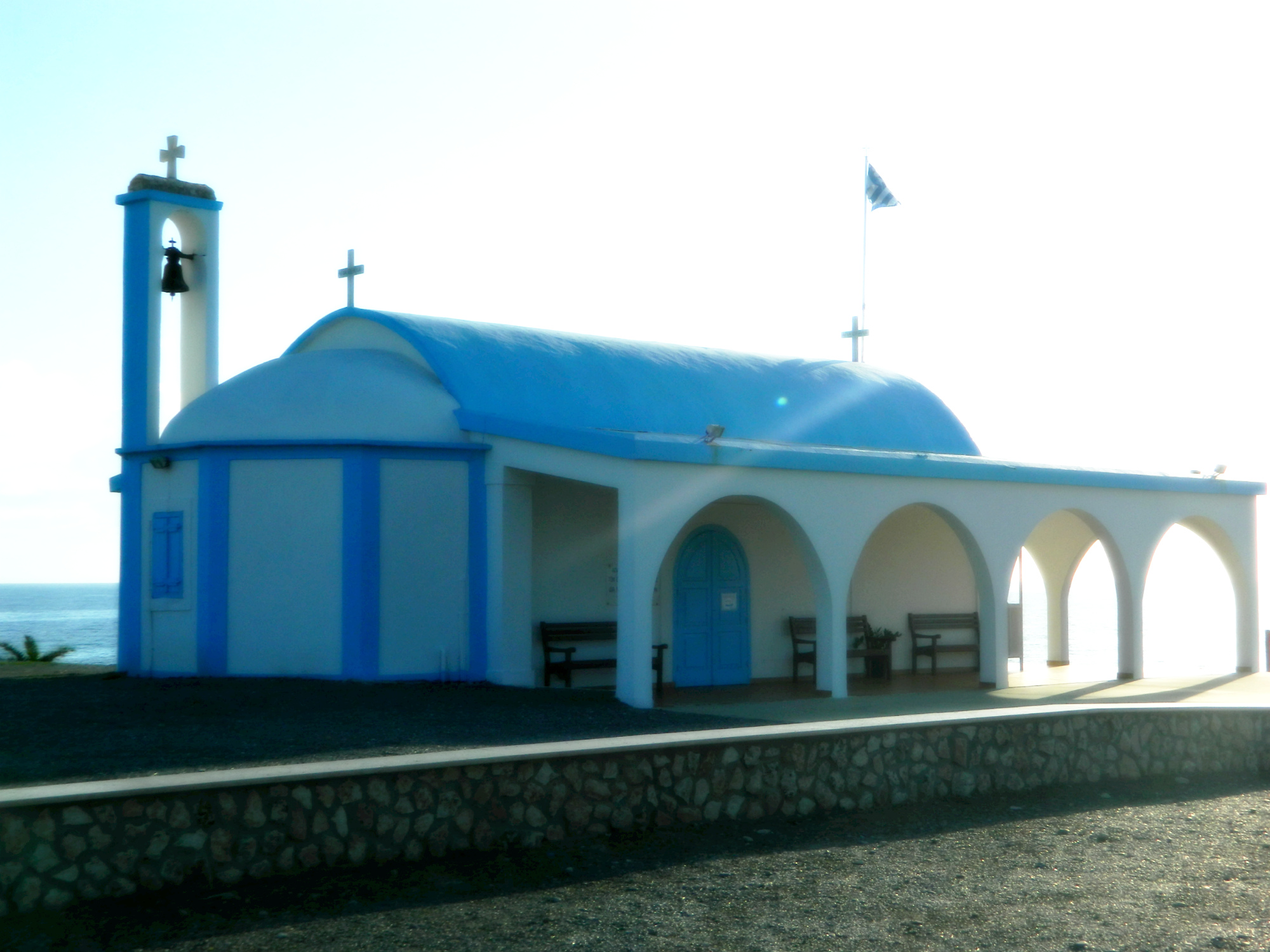
Capilla de Santa Tecla

La iglesia principal del pueblo, un notable monumento medieval, está dedicada a la Metamorfosis del Salvador y fue reconstruida en el siglo XVI. Otra iglesia destacable, construida a principios del siglo XVI, es la de Ayios Mamas (San Mamés). La capilla de Ayia Varvara (Santa Bárbara), que data de finales del siglo XIV o principios del XV, es una de los valiosos monumentos religiosos del pueblo. A unos 2 km al sur de Sotira, uno puede ver la Iglesia Medieval de Agios Georgios (San Jorge), que pertenece a la época bizantina. La iglesia de Agios Theodoros (San Teodoro), un edificio del siglo XII, situada en el oeste de la aldea, también es destacable, pero está abandonada en la actualidad. En la zona costera está la capilla de Ayia Thekla (Santa Tecla), que acoge iconos de iglesias en la zona ocupada. Existen muchas otras iglesias en la zona. El gran número de estas no es solo debido al gran tamaño del asentamiento en la antigüedad, sino también porque la zona se separó en feudos más pequeños y cada feudo tenía su propia iglesia.

## Economía
Los principales sectores de ocupación de los habitantes son la agricultura y la ganadería. Sotira está en la lista de los principales pueblos productores de hortalizas de Chipre. Se cultivan una gran variedad de productos en la zona; por ejemplo, patatas, taros, sandías, pepinos, tomates, melones, calabacines, judías verdes, cebollas, alcachofas y coles. Sin embargo, el producto principal de la aldea es la patata, favorecida por las condiciones climáticas del suelo. Además de los vegetales, otros cultivos son los cítricos (naranjas, limones y pomelos), legumbres (judías, guisantes y otros), cereales, plantas forrajeras, aceitunas, granadas e higos.

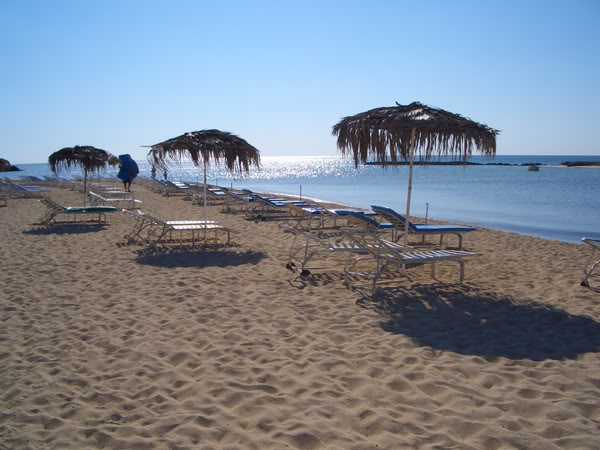
Playa de Sotira

Además de la agricultura y la ganadería, una gran parte de la población activa está siendo empleada en otros sectores, como el comercio, hoteles, restaurantes, construcción, servicios, transportes, telecomunicaciones y la industria.

## Población
La población aumentó después de 1974 debido a la invasión turca. Muchos grecochipriotas desplazados, provenientes principalmente de Famagusta, se asentaron en la localidad.